# Ями (Вілейський район)
Ями (біл. вёска Ямы) — село в складі Вілейського району Мінської області, Білорусь. Село підпорядковане Іжовській сільській раді, розташоване в північній частині області.